# محوطه بر دبل چقا سلمان
محوطه بر دبل چقا سلمان در شهرستان پل‌دختر، بخش معمولان، روستای چقا سلمان واقع شده و این اثر در تاریخ ۱۰ مهر ۱۳۸۰ با شمارهٔ ثبت ۴۰۷۰ به‌عنوان یکی از آثار ملی ایران به ثبت رسیده است.